# Marinus Kok
Marinus Kok (Leida, 1916 – Utrecht, 1º agosto 1999) è stato un arcivescovo vetero-cattolico olandese.
Si laureò in teologia presso il Seminario vetero-cattolico di Amersfoort nel 1941, e nel corso dello stesso anno ricevette l'ordinazione sacerdotale. Dal 1945 fu parroco di Arnhem, Amersfoort e L'Aia. Nel 1969 fu eletto vescovo coadiutore. Dal novembre 1970 al 31 dicembre 1981, è stato arcivescovo di Utrecht. Nel 1994 ha ricevuto il titolo di Dottore honoris causa in teologia cristiana dall'Accademia Teologica di Varsavia.
È stato consacratore di Wiktor Wysoczański (il 5 giugno 1983) e di Antonius Jan Glazemaker (suo successore alla cattedra di Utrecht, consacrato alla carica di Vescovo di Deventer).

## Genealogia episcopale
La genealogia episcopale è:
CHIESA CATTOLICA
- Cardinale Scipione Rebiba
- Cardinale Giulio Antonio Santori
- Cardinale Girolamo Bernerio, O.P.
- Arcivescovo Galeazzo Sanvitale
- Cardinale Ludovico Ludovisi
- Cardinale Luigi Caetani
- Vescovo Giovanni Battista Scanaroli
- Cardinale Antonio Barberini iuniore
- Arcivescovo Charles-Maurice le Tellier
- Vescovo Jacques Bénigne Bossuet
- Vescovo Jacques de Goyon de Matignon
- Vescovo Dominique Marie Varlet

CHIESA ROMANO-CATTOLICA OLANDESE DEL CLERO VETERO EPISCOPALE
- Arcivescovo Petrus Johannes Meindaerts
- Vescovo Johannes van Stiphout
- Arcivescovo Walter van Nieuwenhuisen
- Vescovo Adrian Jan Broekman
- Arcivescovo Jan van Rhijn
- Vescovo Gisbert van Jong
- Arcivescovo Willibrord van Os
- Vescovo Jan Bon
- Arcivescovo Johannes van Santen

CHIESA VETERO-CATTOLICA
- Arcivescovo Hermann Heykamp
- Vescovo Gasparus Johannes van Rinkel
- Arcivescovo Gerardus Gul
- Vescovo Henricus Johannes Theodorus van Vlijmen
- Arcivescovo Franciscus Kenninck
- Vescovo Johannes Hermannus Berends
- Arcivescovo Andreas Rinkel
- Arcivescovo Marinus Kok